# Anthophora saropodoides
Anthophora saropodoides är en biart som först beskrevs av Dalla Torre 1896.  Anthophora saropodoides ingår i släktet pälsbin, och familjen långtungebin. Inga underarter finns listade i Catalogue of Life.